# Yoshitomo
Yoshitomo ist ein Pseudonym des deutschen Komponisten, Chorleiters und Dirigenten Karl (Carl) Zimmer (* 7. Juni 1869 in Guben; † 28. August 1935 in Berlin). Weitere Pseudonyme sind Hussan Bey, Lorenzo Perez und Charles Room.

## Biografie
Carl Zimmer dirigierte von 1894 bis 1908 in Berlin ein Symphonieorchester, mit dem er auch Tourneen nach Russland und Ungarn unternahm. Im November 1897 gab er, von Budapest kommend, mit seinem Orchester unter den Namen Budapester Symphonie-Orchester und Neues Symphonie-Orchester acht Orchesterkonzerte im Großen Musikvereinssaal (Gesellschaft der Musikfreunde). Später lebte er in Ägypten und ab 1914 wieder in Berlin. Da seine Konzerte relativ gut besucht waren, konnte die Orchestervereinigung die Nachkriegs- und Inflationsjahre überstehen.
Zimmer schrieb Salon- und Unterhaltungsmusik (z. B. Frühling am Mühlbach, Liebesgruß) und Potpourris (Mosaik, Echo der Welt). Einen besonderen Schwerpunkt in Zimmers Werk bildeten exotische Tonmalereien (Japanischer Laternentanz, In den Teegärten Ceylons, Am Glockentempel (Studie aus Peking), Sakura-no hana (Japanisches Kirschblütenfest)), die er unter dem Künstlernamen Yoshitomo verfasste und publizierte. Sie gehörten bis in die 1930er Jahre hinein zum festen Bestandteil der Programme von Kur- und Konzertorchestern. Auch auf Schallplatten waren sie ein Erfolg, was viele Einspielungen namhafter Orchester der Zeit belegen. Außerdem komponierte Zimmer den Marsch der Kurbrandenburger, der 1911 zum Marschwettbewerb des Verlages August Scherl eingesandt wurde und dort den 3. Preis erhielt. Im darauffolgenden Jahr wurde das Stück in die preußische Armeemarschsammlung eingetragen.
Er starb 1935 im Alter von 66 Jahren in Berlin. Beigesetzt wurde er auf dem St. Elisabeth-Friedhof an der Ackerstraße. Das Grab ist nicht erhalten.

## Tondokumente (Auswahl)
- Am Glockentempel. Studie aus Peking, Komponist: Yoshitomo (Pseudonym für Karl Zimmer 1869–1935), Interpreten: Philharmonisches Orchester Stuttgart, Dirigent: Emil Kahn, Elton 242 (mx.  ?  )vgl. grammophon-platten.de
- Mosaik. Potpourri von Carl Zimmer, 1. Teil / (mx. 3228) dto., 2. Teil : Künstler-Orchester Géza Komor vom Hotel „Der Kaiserhof“ Berlin, Tri-Ergon T.E. 1189 (mx. 3227)
- Sakura-no hana (Japanisches Kirschblütenfest). Stimmungsbild (Yoshitomo) / (mx. 260 be) Grammophon Gr 19 747 (mx. 259 be),
- Japanischer Laternentanz. (Yoshitomo, d. i. Carl Zimmer), Paul Godwin mit seinem Künstler-Ensemble, erhalten in der Mediathek der SLUB Dresden
- Japanischer Laternentanz (Yoshitomo, d. i. Carl Zimmer) : Edith Lorand und ihr Orchester, Parlophon P.1837-II (mx. 7762) anzuhören auf YouTube
- Im Teehaus zu den hundert Stufen – Japanische Reminiszenz (Yoshitomo) : Ferdy Kauffman und sein Orchester, Electrola E.G.2189  (mx BD 9273-II), anzuhören auf YouTube
- Echo der Welt. Potpourri mit Rezitation und Gesang (C. Zimmer), 1. Teil / (mx. 38 985) dto., 2. Teil : Tanz-Orchester „Dobbri“ (d. i. Otto Dobrindt), Beka B.12 434 (mx. 38 984), anzuhören auf YouTube